# ハウンズロー・セントラル駅
ハウンズロー・セントラル駅 (ハウンズロー・セントラルえき、英語: Hounslow Central Station)は、ロンドン西部ハウンズロー・ロンドン特別区ハウンズローにある、ロンドン地下鉄の鉄道駅である。ピカデリー線ヒースロー支線に位置しており、西隣りはハウンズロー・ウェスト駅、東隣りはハウンズロー・イースト駅である。駅舎はランプトン・ロード (Rampton Road, A3005)にあり、ハウンズロー・ハイ・ストリート（ハウンズローの中心市街地）から500メートルほど北、ランプトン公園の近くにある。トラベルカード・ゾーンは4に属している。

## 歴史

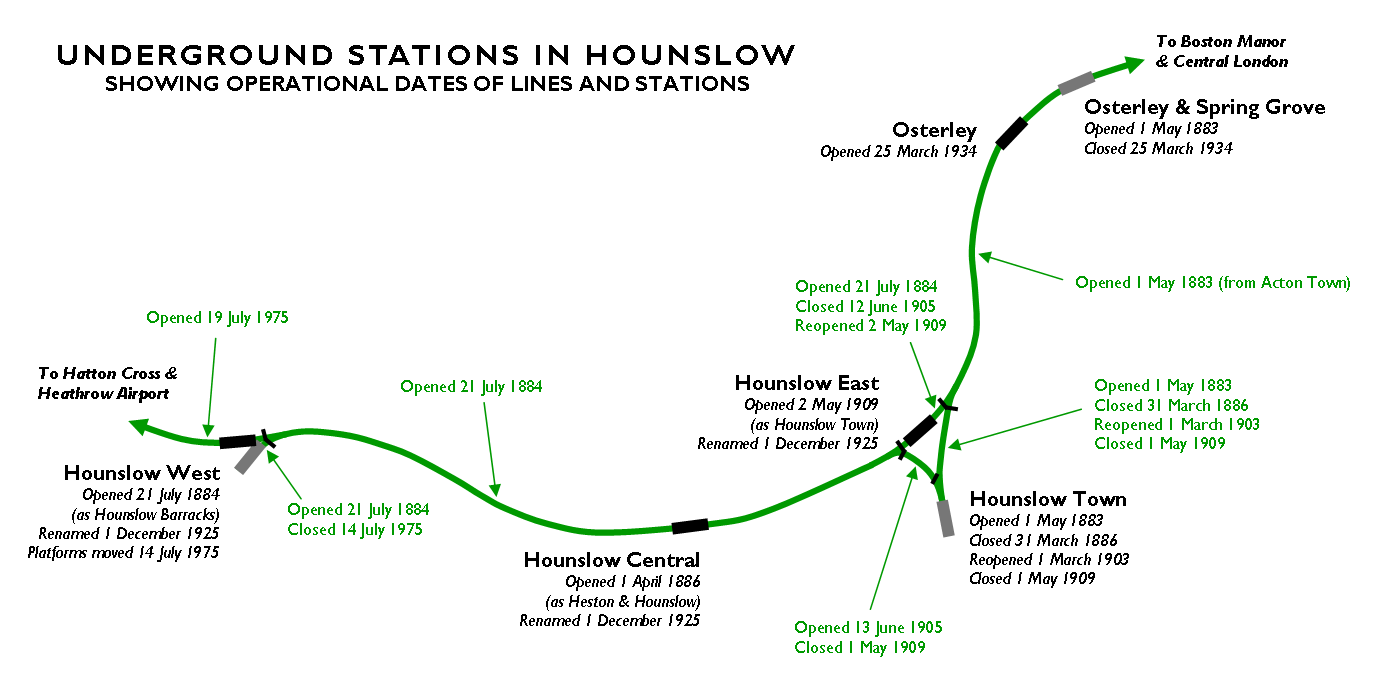
ハウンズロー周辺の鉄道路線、鉄道駅の運行時期を示した地図

ハウンズロー・セントラル駅を通る鉄道路線は、1884年7月21日に、当時のメトロポリタン・ディストリクト鉄道(Metropolitan District Railway, MDR)（現在のディストリクト線の前身）のハウンズロー・バラック駅（現在のハウンズロー・ウェスト駅）に至る支線として開通した。この支線は、1883年にハウンズロー・ハイ・ストリートの東端に設けられたハウンズロー・タウン駅(Hounslow Town)を終点としていた既設のMDRの路線から分岐した単線であった。当初は、ハウンズロー・バラック駅からオスタレー・アンド・スプリング・グローブ駅(Osterley & Spring Grove)（現在のオスタレー駅）まで途中に駅は存在していなかった。
ハウンズロー・タウン駅は1886年3月31日に閉鎖され、翌日4月1日に、
代替駅として、現在のハウンズロー・セントラル駅が「ヘストン・アンド・ハウンズロー (Heston & Hounslow)」という駅名で開業した。
1903年に、ハウンズロー・タウン駅が再開され、列車はオスタレー駅で分岐して、一部がハウンズロー・セントラルを経由してハウンズロー・ウェストに向かい、他の便はハウンズロー・タウンまでの短距離のシャトルとして運行されるようになった。MDRの路線の電化は1903年から1905年にかけて行なわれ、1905年6月13日には、ハウンズロー支線でも汽車から電車への移行が行なわれた。この電化の際に、オスタレー駅からハウンズロー・セントラル駅へ直接向かう路線は閉鎖され、ハウンズロー・タウン駅からハウンズロー・セントラル駅へ直接向かう新線が設けられた。オスタレー駅からハウンズロー・タウン駅まで来た電車は、ここで進行方向転換（日本語でいう「スイッチバック」）をして、ハウンズロー・セントラル駅やハウンズロー・ウェスト駅へと向かった。
この運行方法はうまく行かず、短期間で打ち切られた。1909年5月2日に、オスタレー駅からハウンズロー・セントラル駅へ直接向かう路線が再開され、ハウンズロー・タウン駅とそこに繋がっていた2本の接続線は廃止された。これに代わって新たなハウンズロー・タウン駅（現在のハウンズロー・イースト駅）が、オスタレー駅とハウンズロー・セントラル駅の間に設置された。
1912年10月19日には新たな駅舎が開業し、1925年12月1日には駅名が現行のハウンズロー・セントラル駅に変更された。このとき同時に、ハウンズロー・ウェスト駅とハウンズロー・イースト駅も、現行の名称に改称された。
ピカデリー線は、1933年1月にノースフィールド駅まで乗り入れるようになっていたが、1933年3月13日にはハウンズロー・ウェスト駅まで運転されるようになった。この支線では、ディストリクト線が撤退した1964年10月9日まで、ディストリクト線とピカデリー線の双方の電車が運行されていた。

## 乗り継ぎ
ハウンズロー・セントラル駅で乗り継げるロンドン・バスの路線は、 120番、203番、H20番である。

## 隣の駅
ロンドン地下鉄
■ピカデリー線
ハウンズロー・ウェスト駅 - ハウンズロー・セントラル駅 - ハウンズロー・イースト駅

## 画像

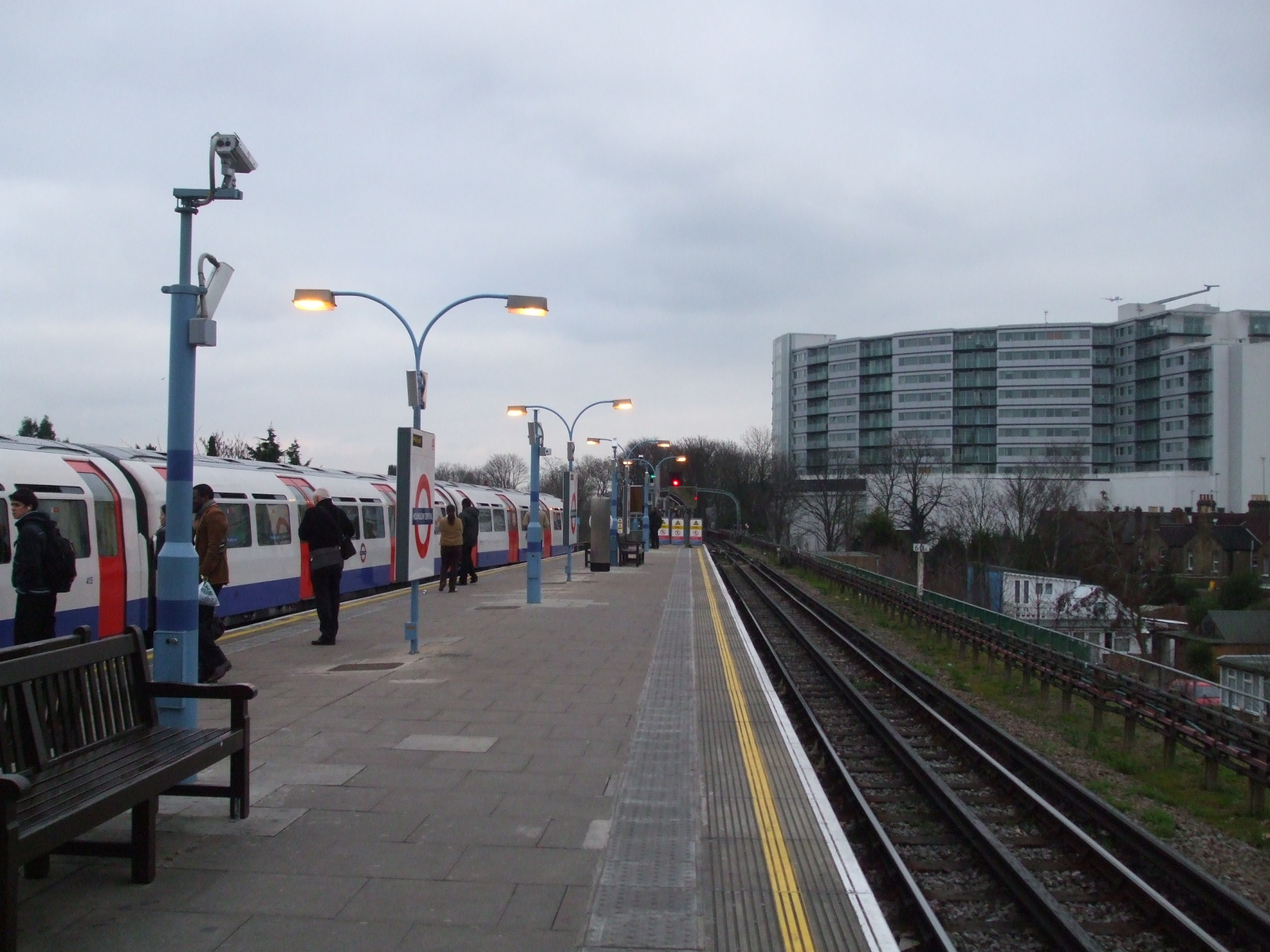
東行き側ホームを東向きに撮影
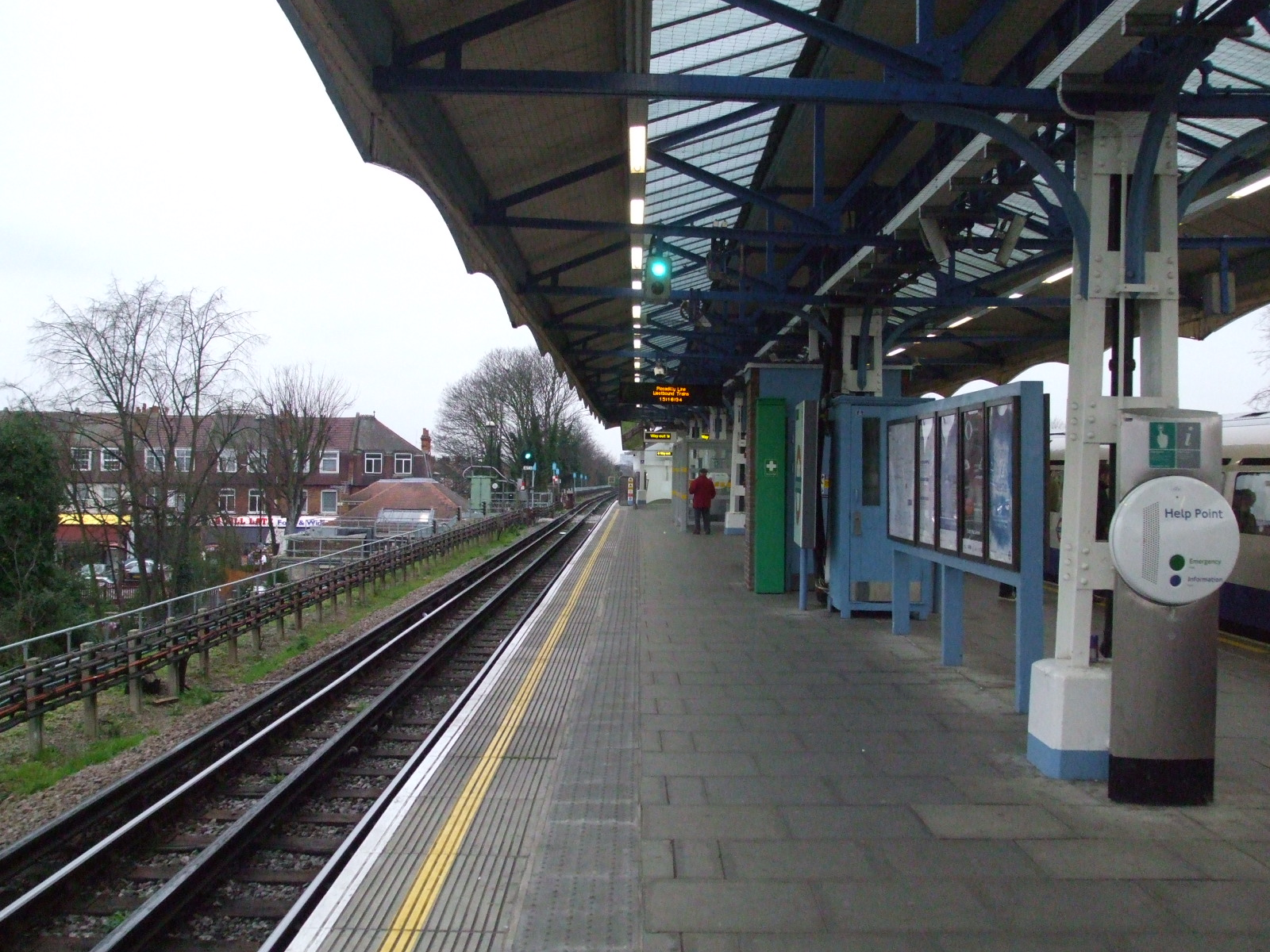
西行き側ホームを西向きに撮影
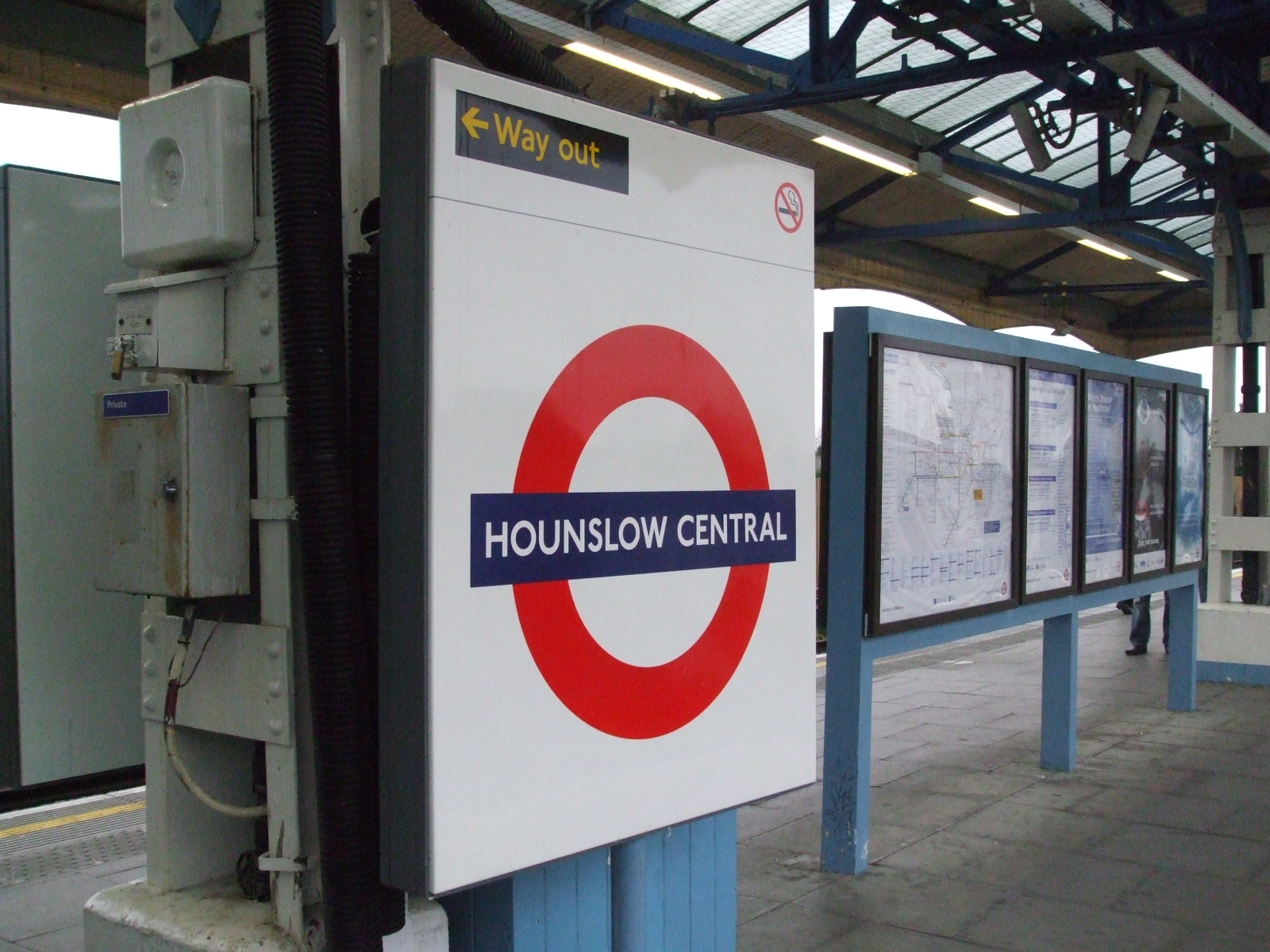
西行き側の駅名表示